# Führerschein-Prüfungsrichtlinie
Die Führerschein-Prüfungsrichtlinie ist in Deutschland eine Standardvorschrift, mit der Art und Ablauf der theoretischen und praktischen Führerscheinprüfung in Grundlagen und Einzelheiten verbindlich geregelt werden.

## Überblick
In Verbindung mit dem amtlichen Führerschein-Fragenkatalog des Ministeriums für Verkehr, Bau und Wohnungswesen der Bundesrepublik Deutschland stellt sie die Basis für die theoretische Fahrerlaubnisprüfung dar. Die aktuelle Fassung (2011) der Prüfungsrichtlinie trat am 1. April 2009 in Kraft (zuletzt geändert durch Bekanntmachung vom 28. Januar 2009, Verkehrsblatt 2009 S. 129 ff.).
Die aktuelle Fassung ist die Ausgabe von 2014.

## Allgemeines, Geschichte
Jeder Bewerber um eine Fahrerlaubnis hat seine Befähigung grundsätzlich in einer theoretischen und einer praktischen Prüfung nachzuweisen (§ 15 Satz 1 Fahrerlaubnisverordnung FeV). Die Prüfungen werden von amtlich anerkannten Sachverständigen oder Prüfern für den Kraftfahrzeugverkehr abgenommen (§ 15 letzter Satz FeV).

### Theoretische Prüfung
In der theoretischen Prüfung hat der Bewerber nachzuweisen, dass er
- ausreichende Kenntnisse der für das Führen von Kraftfahrzeugen maßgebenden gesetzlichen Vorschriften sowie zur umweltbewussten und energiesparenden Fahrweise besitzt,
- mit den Gefahren des Straßenverkehrs und den zu ihrer Abwehr erforderlichen Verhaltensweisen vertraut ist.

Auf Grundlage des amtlichen Fragenkataloges des Ministeriums für Verkehr, Bau und Wohnungswesen der Bundesrepublik Deutschland werden in der Prüfungsrichtlinie Form und Umfang der theoretischen Fahrerlaubnisprüfung festgelegt. Dazu gehören Vorgaben zu Inhalt und Anzahl der Prüfungsaufgaben aus Grund- und Zusatzstoff für die verschiedenen Fahrerlaubnisklassen, zur Bewertung von Prüfergebnissen mit der Zahl zu erreichender Punkte, zulässiger Fehlerpunktzahl und zur Wertigkeit der einzelnen Fragen.

### Praktische Prüfung
In der praktischen Prüfung hat der Bewerber nachzuweisen, dass er
- über die zur sicheren Führung eines Kraftfahrzeuges, gegebenenfalls mit Anhänger, im Verkehr erforderlichen technischen Kenntnisse sowie über ausreichende Kenntnisse einer umweltbewussten und energiesparenden Fahrweise verfügt und zu deren praktischer Anwendung in der Lage ist.

In der Prüfungsrichtlinie werden dazu Mindestanforderungen an Prüflinge und Prüfer, Prüffahrzeuge, Prüfungsort und -umgebung sowie zu Prüfungsablauf und -dauer angegeben.

### Neufassung der Prüfungsrichtlinie
Im Zuge der Umsetzung der Richtlinie 2000/56/EG der Kommission vom 14. September 2000 (ABl. EG Nr. L 237 S. 45) zur Änderung der Richtlinie 91/439/EWG des Rates über den Führerschein (ABl. EG Nr. L 237 S. 1) erfolgte die Neufassung der Prüfungsrichtlinie. Die Anwendung erfolgte ab dem 1. Juli 2004 und ersetzte die bis dahin gültige Fassung vom 29. Oktober 2002.

### Anpassung der Prüfungsrichtlinie
Mit der Einführung der neuen Fahrerlaubnisklasse S für dreirädrige Kleinkrafträder und vierrädrige Leichtkraftfahrzeuge im Rahmen der 3. Verordnung zur Änderung der Fahrerlaubnisverordnung und anderer straßenverkehrsrechtlicher Vorschriften vom 9. August 2004 (BGBl. I S. 2092) wurden die Vorschriften der Prüfungsrichtlinie sowie ihrer Anlagen 1, 3a, 10 und 12 angepasst bzw. neu erstellt. Die Anwendung erfolgte ab dem 1. Februar 2005.

## Aufbau der Prüfungsrichtlinie
Im Einzelnen ist die Prüfungsrichtlinie wie folgt gegliedert:
1. Einleitung
2. Identitätsprüfung
3. Ausbildungsbescheinigung
4. Theoretische Prüfung
5. Praktische Prüfung
6. Ergebnis der Prüfung
7. Rückgabe von Prüfaufträgen

Dazu kommen noch die Anlagen 1 bis 13: Theoretische Prüfung von Bewerbern um eine Fahrerlaubnis / Prüfbescheinigung; Grundfahraufgaben für die Klassen A, A1 und M; Grundfahraufgaben für die Klasse B; Grundfahraufgaben für die Klasse S; Grundfahraufgaben für die Klassen C, C1, D, D1; Grundfahraufgaben für die Klassen BE, C1E, DE und D1E; Grundfahraufgaben für die Klasse CE; Grundfahraufgaben für die Klasse T; Abfahrtkontrolle für die Klassen C, C1, D, D1 und T Handfertigkeiten nur für die Klassen D und D1; Verbinden und Trennen von Fahrzeugen für die Klassen BE, C1E, DE und D1E; Verbinden und Trennen von Fahrzeugen für die Klassen CE und T; Anforderungen an die Prüfungsfahrt; Anforderungen an den Prüfort und seine Umgebung / Tabelle der Fahraufgaben; Begutachtung von Pkw auf ihre Eignung als Prüffahrzeuge und das Prüfprotokoll.